# Saemundssonia nereis
Saemundssonia nereis är en insektsart som beskrevs av Günter Timmermann 1956. Saemundssonia nereis ingår i släktet Saemundssonia och familjen fjäderlöss. Inga underarter finns listade i Catalogue of Life.